# Славутинский, Степан Тимофеевич
Степа́н Тимофе́евич Славутинский (1821―1884) — русский писатель, беллетрист.

## Биография
Родился в семье отставного военного, выходца из среды мелкопоместного разорившегося дворянства. Отец рано умер, мать с сыном уехали в Рязанскую губернию, в своё родовое имение: небольшое село Михеево Егорьевского уезда с 40 душами крепостных крестьян.
В Рязани Степан Тимофеевич учился в гимназии вместе с Я. П. Полонским, будущим поэтом, здесь же началось увлечение поэзией, но в силу материальных трудностей закончить его не смог — пришлось поступить писцом на службу в Рязанскую палату гражданского суда.
Усердие и деловые качества обеспечили продвижение Славутинского по службе. В 1855 становится старшим чиновником особых поручений при рязанском губернаторе. В начале 1859 выходит в отставку, чтобы отдаться писательскому труду, но в 1860 возвращается на службу. Со второй половины 1860-х гг. служил в Литве мировым посредником, затем мировым судьёй. Окончательно выходит в отставку в 1873. Последние годы провёл в Острогожске, скончался от рака в Вильне в 1884. В памяти современников Славутинский остался «человеком, страстно увлекающимся и женщинами, и картами, и поэзией, и даже службой», и в то же время «практичным дельцом, и горячим патриотом, и правдивым повествователем»; «типичным представителем старого барства, аристократом в благородном, лучшем значении этого слова» .

## Литературная деятельность
На литературное поприще вступил в 1857 году, поместив в журнале «Русский вестник» несколько стихотворений. Желание стать писателем-профессионалом было столь велико, что в начале 1859 году он выходит в отставку, покидает Рязань, где имел собственный дом и достаточно обеспеченное существование, и с многочисленной семьёй поселяется в Москве.
Он становится активным сотрудником «Современника», дружит с Н. А. Добролюбовым. Его роман «Правое дело» заслуживает похвалу редактора «Современника» и знаменитого русского поэта Н. А. Некрасова, печатается он и в «Русском слове» (роман «Беглянка»).
Повести Славутинского из народного быта печатались в «Русском вестнике» («История моего деда», «Читальщица»), «Современнике» («Своя рубашка», «Жизнь и похождения Трифона Афанасьева»).
В 1860 году отдельным изданием вышла повесть «Жизнь и похождения Трифона Афанасьева», сборник «Повести и рассказы» («Читальщица», «История моего деда», «Мирская беда» и др.), в 1865 — «Беглянка».
С 1860 году возглавляет одну из ведущих рубрик журнала «Современник» — «Заметки профессионала», затем и раздел «Внутреннее обозрение».
Славутинскому сочувствовал Добролюбов, написал ряд рецензий. Однажды в цикле «Внутреннего обозрения» Славутинского Добролюбов убрал введение автора, а вместо него написал своё. В результате Славутинский расходится и с критиком, и с Салтыковом-Щедриным периода «Отечественных записок».
Работа Славутинского в «Современнике» совпала с началом принципиальных внутриредакционных разногласий в этом знаменитом издании, приведших в итоге к разрыву Чернышевского—Добролюбова—Некрасова с Толстым—Тургеневым—Григоровичем. Но Степан Тимофеевич не разделял до конца революционно-демократических убеждений «Современника», он был скорее демократом — просветителем. Поэтому он возвращается на службу; окончательно выходит в отставку уже в 1873.
Вместе с Криницким Славутинский перевёл «Очерки из истории и народных сказаний», Грубе (Москва, 1861—1868) и «Всеобщую историю литературы», Шерра (Москва, 1862).
В 1867—1868 годах в газете «Виленский вестник» публиковал фрагменты повести «Из записок помещика Петухова» и романа «Чужое добро», переложения сказок о вороне и морозе под заглавием «Литовские предания и сказки», позднее «Беглые заметки о быте литовцев Ковенской губернии» (1870), цикл статей «Губернии виленского генерал-губернаторства» (1871) с подробными статистическими данными о населении Литвы и Белоруссии и его занятиях. отдельным изданием в Вильне вышел его рассказ «Слепая» (1880).
В 1870—1880-е годы вновь отдается писательскому труду. Он пишет на крестьянско-народные темы: «Генерал Измайлов и его дворня», «Бунт и усмирение в имении Голицына», «Крестьянские волнения в Рязанской губернии». В последние годы жизни Славутинский сотрудничал в «Русских Ведомостях» и «Историческом вестнике».
В итоге — его собрание сочинений так и не собрано, а писал он много — и как, собственно, писатель, и как мемуарист, и как переводчик, и как издатель учебников по теории и истории литературы.

## Избранная библиография
- Жизнь и похождения Трифона Афанасьева:Повесть С.Т. Славутинского. — М.: тип. В. И. Рышкова, 1860. — 142 с. Напечатано в журнале «Современник». 1859, кн. 9.
- Повести и рассказы. — М.: тип. Лазарев. ин-та вост. яз., 1860. — 296 с. Содержание: 1. Читальщица. 2. История моего деда. 3. Мирская беда.
- Беглянка: Роман С. Славутинского. — СПб.: В. Е. Генкель, 1865. — 541 с. В 2 томах.